# Saaremaa
Nota linguística: Não confundir krahvkond (condado) com maakond (divisão administrativa)..
Saaremaa (de, sv: Ösel) é a maior das ilhas da Estónia e do Arquipélago Moonsund, no Mar Báltico, na entrada do Golfo de Riga. A ilha tem cerca de 40.000 habitantes, dos quais 16.000 na maior cidade, Kuressaare. 
A ilha constitui a região de Saare ou Saaremaa. Até à Segunda Guerra Mundial, havia uma numerosa minoria sueca.

## Municípios
A região está dividida em 14 municípios, sendo um município urbano (estoniano: linn - cidade) e 13 municípios rurais (estoniano: vald - comuna).

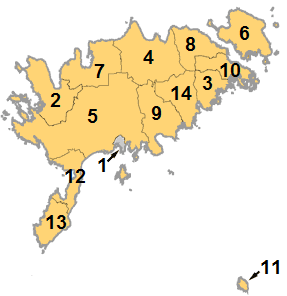
Municípios do condado

Municípios urbanos:
- 1 Kuressaare

Municípios rurais:
- 2 Kihelkonna
- 3 Laimjala
- 4 Leisi
- 5 Lääne-Saare
- 6 Muhu
- 7 Mustjala
- 8 Orissaare
- 9 Pihtla
- 10 Pöide
- 11 Ruhnu
- 12 Salme
- 13 Torgu
- 14 Valjala